# Tonowo
Tonowo – wieś w Polsce, położona w województwie kujawsko-pomorskim, w powiecie żnińskim, w gminie Janowiec Wielkopolski.
W latach 1975–1998 miejscowość administracyjnie należała do województwa bydgoskiego. Według Narodowego Spisu Powszechnego (III 2011 r.) liczyła 374 mieszkańców. Jest piątą co do wielkości miejscowością gminy Janowiec Wielkopolski.

## Integralne części wsi
| SIMC    | Nazwa          | Rodzaj    |
| ------- | -------------- | --------- |
| 1036187 | Dęboróg        | część wsi |
| 1036307 | Huby Tonowskie | część wsi |
| 1036520 | Sarnówko       | część wsi |
| 1036626 | Żalin          | część wsi |

## Zabytki
Według rejestru zabytków NID na listę zabytków wpisany jest zespół dworski z 1. połowy XIX w., nr rej.: A/456/1-2 z 11.10.1995: dwór z 2. ćwierci XIX w. i park z XIX w.